# Масленникова, Римма Николаевна
Римма Николаевна Масленникова — передовик промышленного производства, сверловщица Воткинского машиностроительного завода, общественный деятель. Герой Социалистического Труда (1982). Почётный гражданин города Воткинска и Удмуртской Республики.

## Биография
Римма Николаевна Масленникова родилась 3 августа 1937 года в городе Воткинске Удмуртской АССР. В 16-летнем возрасте устроилась на Воткинский машиностроительный завод, где сначала работала разнорабочей, а затем освоила профессию станочницы и на протяжении шести лет занималась обработкой древесины. С открытием на заводе цеха по выпуску детских колясок перешла в него ученицей сверловщицы и, постоянно повышая свою квалификацию, в совершенстве овладела этой профессией. После поступления новых сверлильных автоматов освоила их и увеличила производительность своего труда во много раз. Римме Николаевне была доверена сдача продукции с личным клеймом.
Трудовые заслуги сверловщицы неоднократно отмечались. За высокие производственные показатели она была награждена орденом Трудового Красного Знамени, медалью «Ветеран труда», знаками «Ударник десятой пятилетки», «Победитель социалистического соревнования» (1979, 1980), ей было присвоено звание «Ударник коммунистического труда».
Указом Президиума Верховного Совета СССР от 15 мая 1981 года («закрытым») «за досрочное выполнение заданий десятого пятилетнего плана» Масленниковой Римме Николаевне было присвоено звание Героя Социалистического Труда с вручением ордена Ленина и золотой медали «Серп и Молот».
Помимо производственной деятельности Римма Николаевна уделяла внимание также общественной работе. Будучи членом КПСС (с 1974 года), избиралась членом ЦК профсоюза отрасли, депутатом городского Совета депутатов, являлась активистом по месту жительства.